# Nowe Grodziczno
Nowe Grodziczno – wieś w Polsce położona w województwie warmińsko-mazurskim, w powiecie nowomiejskim, w gminie Grodziczno.
| SIMC    | Nazwa     | Rodzaj    |
| ------- | --------- | --------- |
| 1045128 | Janowo    | część wsi |
| 1045230 | Krakus    | część wsi |
| 1044442 | Pólko     | część wsi |
| 1044465 | Rybakówka | część wsi |
| 1044608 | Wenecja   | część wsi |

W latach 1975–1998 miejscowość administracyjnie należała do województwa toruńskiego.

## Historia
W XII wieku powstało tu prawdopodobnie z inicjatywy księcia Bolesława Krzywoustego, grodzisko słowiańskie w celu ochrony przed najazdami plemion pruskich. Podczas prac archeologicznych w 2006 roku odkryto tu zbiór naczyń wczesnośredniowiecznych, które datować możemy na XII/XIII w. Mają one cechy stylistyczne nawiązujące do zespołów garncarskich występujących w tym okresie na północnym Mazowszu i na Ziemi chełmińskiej. W drugiej fazie zasiedlenia grodzisko zostało zaadaptowane przez późnośredniowiecznego rycerza, którym był Berthold z Grodziczna, który w 1403 r. pojawia się w źródłach pisanych w związku z otrzymaniem odszkodowania 13 grzywien za utratę koni podczas wyprawy krzyżackiej na wyspę Gotlandia. Tenże rycerz w 1423 r. otrzymał nadanie ziemskie wsi Grodziczno za obowiązek jednej służby w zbroi ciężkiej na rzecz zakonu krzyżackiego.